# Brompton cocktail
Brompton cocktail är en mixtur av olika opiater som ges patienter med terminal diagnos, det vill säga med ett långt framskridet, plågsamt tillstånd och en ytterst dålig prognos. Något exakt recept finns inte, men en stor mängd morfin, eller någon annan opiat, blandat i något slags sirap är alltid grunden. Oftast ingår även etanol (vanlig sprit) som lösningsmedel i mixturen. Namnet kommer från Royal Brompton Hospital i London där det började användas på 1920-talet för patienter med terminal tuberkulos. 